# Каретная
«Каре́тная» — проектируемая станция Красносельско-Калининской линии Петербургского метрополитена между станциями «Лиговский проспект 2» и «Боровая», которая будет являться пересадочной на станцию «Обводный канал» Фрунзенско-Приморской линии. Ввод станции в эксплуатацию запланирован на 2030—2033 гг. с планируемой пересадкой на «Обводный канал» к 2032 году.
Станция проектируется в составе третьего этапа первого пускового комплекса шестой (Красносельско-Калининской) линии от станции «Броневая» до станции «Каретная».

## Название
23 июня 2014 года станции присвоено наименование «Каретная», связанное с расположением станции вблизи Каретного моста и по Каретной части.

## Наземные сооружения
Вестибюль станции будет расположен у автовокзала на набережной Обводного канала. Точное расположение: улица Тамбовская, дом 8, лит. Б, в 350 метрах от вестибюля метро «Обводный канал».

## Подземные сооружения
«Каретная» — колонная станция глубокого заложения из железобетонных тюбингов. Будет оформлена в стиле хай-тек.
Будет являться пересадочной на станцию «Обводный канал» Пятой линии. Пересадочных эскалаторов не предусмотрено. Пересадка будет осуществляться через мостики над путями, а с противоположной стороны такая же камера увеличенного размера будет вести к выходу в город.

## Особенности проекта пересадки
Изначально предполагалась кросс-платформенная двухъярусная пересадка на Фрунзенско-Приморскую линию через  существующую станцию «Обводный канал» — по принципу «Спортивной», однако проект не был реализован из соображений экономии средств и сокращения сроков строительства.